# 야키요촌
야키요촌(谷清村)은 지바현 인바군에 존재했던 촌이다. 

## 지리
- 현재의 시로이시에 해당한다.
- 시모사 대지의 중부에 위치하며, 마을의 대부분이 고원지대로 이루어져 있다.
- 마을의 대부분은 농지이지만 에도시대까지 인자이목(印西牧)의 일부였다.

## 역사
- 1889년 4월 1일 - 정촌제 시행에 수반해 인바군 야키요촌이 성립하였다.
- 1913년 7월 10일 - 에이지촌에 편입되어, 소멸하였다.

## 참고문헌
- 角川日本地名大辞典 千葉県